# Anthony Kavanagh
Pour les articles homonymes, voir Kavanagh.

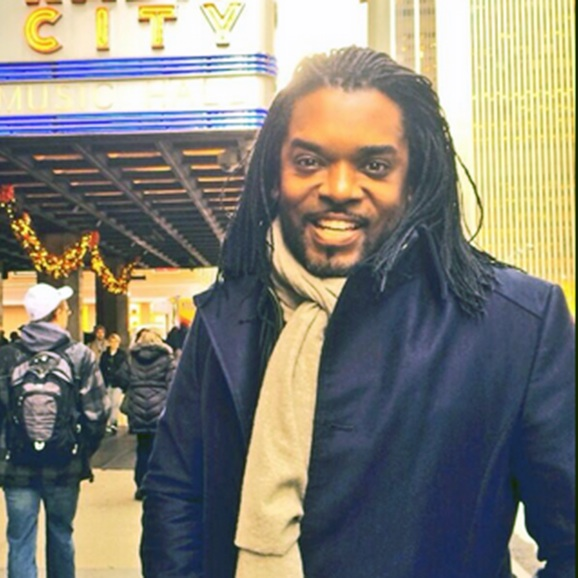
Anthony Kavanagh à New York en 2013.

Anthony Kavanagh est un chanteur, acteur, humoriste québéco-haïtien, né le 26 septembre 1969 à Greenfield Park au Québec.

## Biographie

### Naissance, famille et début de carrière
Anthony Kavanagh est né le 26 septembre 1969 dans l'ancienne ville de Greenfield Park, une banlieue de la Rive-Sud de Montréal, devenue aujourd'hui un arrondissement de la ville de Longueuil, de parents haïtiens, immigrés au Québec dans les années 1960. Son père est enseignant et sa mère directrice d'hôpital. C'est à 16 ans qu'il fait ses premiers pas sur scène en présentant un spectacle humoristique et en chantant des chansons de Michael Jackson à l'école secondaire Antoine-Brossard, en banlieue de Montréal. Partagé entre les études et le monde du spectacle, Kavanagh décide à 22 ans de se lancer pleinement dans sa carrière d'artiste. En 1989, il remporte le titre des Auditions nationales, Juste pour rire, comme un des deux meilleurs nouveaux humoristes de l'année au Québec. Sa carrière s'amorce dès lors, aussi bien en français qu'en anglais. Anthony Kavanagh affirme que Michael Jackson et Eddie Murphy l'ont inspiré au début de sa carrière ; il est encouragé par le manager de ce dernier, rencontré à la fin d'un spectacle aux États-Unis.
En 1992, il accompagne dans la première partie de leur tournée Céline Dion, Julio Iglesias et Natalie Cole. Il apparaît bientôt à la radio, dans Midis Fous de CKOI, ainsi qu'à la télévision dans les séries Super sans plomb et Voodootaxi (en anglais) et dans son talk-show ... et Anthony. En 1995, il entame son spectacle solo Kavanagh ! qui, en raison de son succès, reste à l'affiche pendant deux ans[réf. nécessaire].

### Carrière française
Avec Pascal Légitimus à la mise en scène, Anthony Kavanagh fait ses débuts en France à Lyon à l'automne 1998, avec ce même spectacle, avant de monter à Paris. Il passe durant sept mois au Théâtre Trévise, puis fait l'Olympia en 1999, et y fête ses 30 ans.
En 2000, il interprète le titre  Un peu de moi, composé et écrit par Essaï Altounian dans le cadre de l'Opération Pièces Jaunes, présidée par Bernadette Chirac et parrainée par David Douillet[source secondaire souhaitée].
Chaque année en janvier, de 2001 à 2006, il assure l'animation de la cérémonie des NRJ Music Awards, se tenant au Palais des Festivals et des Congrès de Cannes. La soirée est diffusée en direct sur TF1 et en simultané sur NRJ,.
En 2003, il incarne l'avocat Billy Flynn dans la comédie musicale Chicago, d'abord à Montréal, puis reprend le même rôle au Casino de Paris l'année suivante.
En 2004, Anthony Kavanagh pratique une nouvelle activité en participant au doublage français du film La ferme se rebelle (version française de Home of the Range) de la production Walt Disney Pictures. Bien que le film soit accueilli timidement par la critique, l'interprétation de Kavanagh, qui double Buck, un cheval maladroit et gaffeur, est remarquée.
En 2005, il joue le rôle de Brock Steel dans le feuilleton télévisé parodique québécois Le cœur a ses raisons.
Début 2006, il montre à la fois ses talents[non neutre] de chanteur, comédien et humoriste dans son spectacle Les Démons de L'Arkange, un show inédit sur la scène du Grand Rex à Paris, où il joue le rôle d'un ange envoyé sur Terre afin de mieux comprendre la nature humaine. Ce spectacle lui permet également de présenter les extraits musicaux de son album du même nom, sorti le 26 janvier 2006. Le producteur du spectacle, malhonnête, s'enfuit avec la recette ; Kavanagh subit un onéreux contrôle fiscal.
En 2006, il quitte TF1 pour signer un contrat avec la chaîne publique France 2. Il devient animateur des concours de danse Dancing Show et Shymphonic Show, des émissions dans lesquelles l'artiste québécois peut mélanger les genres afin de promouvoir son image multicarte, celle d'un artiste qui peut chanter, danser et faire rire. Le succès n'est pas au rendez-vous, avec cette expérience qui se révèle décevante en termes d'audience[réf. nécessaire].
En 2008, il intervient à la télévision en tant qu'invité dans Cauet retourne la télé[réf. nécessaire] et en tant que traducteur et animateur du WWI (Worldwide Invitational), évènement lié aux jeux vidéo, les 28 et 29 juin, organisé par Blizzard Entertainment, qui se déroule à Paris[réf. nécessaire].
Il tourne également la comédie musicale Agathe Cléry d'Étienne Chatiliez, sortie sur les écrans en décembre 2008. Le film au sujet audacieux, dans lequel Kavanagh donne la réplique à Valérie Lemercier, est mal accueilli par la critique.
À la fin 2008 et au début 2009, il tourne deux téléfilms pour la télévision française ; en décembre 2008, il interprète le rôle d'un homme d'affaires homosexuel dans La Fille au fond du verre à saké d'Emmanuel Salposky, pour Canal+ puis, en avril de l'année suivante, se rend en Bourgogne pour interpréter le rôle d'un soldat américain de la Seconde Guerre mondiale qui s'éprend d'une femme au foyer française déjà mariée, dans le drame de guerre Les Amants de l'ombre, téléfilm de Philippe Niang, diffusé sur France 3.
En juin 2010, il anime pour la première fois un grand gala au Festival du Grand Rire de Québec.
Du 19 octobre 2010 au 1er janvier 2011, Anthony Kavanagh présente son nouveau spectacle  Anthony Kavanagh fait son coming out , à la salle Bobino de Paris et en tournée dans toute la France et toute la Francophonie[source secondaire nécessaire].
En novembre 2010, il présente le divertissement en deux parties Nous avons les images sur la chaîne française Comédie ![réf. nécessaire]. Il décline le programme au Québec, en version plus longue (avec plus d'épisodes)[réf. nécessaire].
En juin 2011, il anime pour la seconde année un grand gala au Festival du Grand Rire de Québec[réf. nécessaire].
En septembre 2011, il interprète aux côtés de Frédérique Bel, qui joue son épouse, le rôle de Chris Lenoir dans la 4e saison de la série Fais pas ci, fais pas ça. Il participe également aux côtés de Chantal Ladesou et Camille Combal, à Big & Tasty (le film), premier clip musical de Maxime Torres, valeur montante de la scène électro française, produit par le DJ International Laurent Wolf.
En novembre 2011, il participe à l'album Il était une fois de Thierry Gali, en soutien de l'action de l'Unicef.
En février 2012, pendant une semaine, Anthony Kavanagh se produit sur la mythique scène de l'Olympia à Paris[source secondaire nécessaire].
En mars 2014, il anime la première édition des Web Comedy Awards diffusé sur W9.
À l'automne 2014, il participe à la cinquième saison de l'émission Danse avec les stars sur TF1, aux côtés de la danseuse Silvia Notargiacomo, et termine huitième de la compétition.
À partir de la rentrée 2015, il entame une tournée dans toute la francophonie[réf. nécessaire] avec son nouveau spectacle solo, Showman. Il travaille avec le producteur Mounir Belkhir (Les Nubians, Melissa M, DJ Mam's, Talib Kweli).
En 2016, il double Maui dans Vaiana : La Légende du bout du monde.
En mai 2019, il devient la voix du Génie (interprété par Will Smith) dans Aladdin.

### Retour au Québec
Après cinq ans de carrière en France, Anthony Kavanagh ressent le besoin de revenir chez lui[réf. nécessaire], au Québec. En juillet 2008, il remporte un immense succès[non neutre] avec son nouveau spectacle solo Anthonykavanagh.com à la Place des Arts de Montréal, spectacle qu'il avait présenté l'année précédente au Bataclan. Dès le début du spectacle, il impose son style toujours multiple efficace. Ses deux spectacles donnés à guichets fermés dans le cadre du festival Juste pour rire sont suivis, à l'automne 2008, par une tournée de 25 dates à travers le Québec.
En juin 2012, Anthony Kavanagh anime, à nouveau, un Grand Gala au Festival Grand Rire de Québec[réf. nécessaire].
En septembre 2012, Anthony Kavanagh fait sa rentrée québécoise et particulièrement montréalaise, avec son nouveau spectacle pour le public québécois, Anthony Kavanagh joue à domicile.
Durant l'automne et hiver 2012 et 2013, Anthony Kavanagh part en tournée à travers le Québec[réf. nécessaire] avec  Anthony Kavanagh joue à domicile.
Il revient au Québec en 2017 et entame la tournée de son spectacle solo Showman.

### Vie privée
Il est marié à Alexandra Filliez, suissesse qu'il rencontre au festival du rire de Montreux en Suisse où la jeune femme gère l'accueil des artistes. En 2014, il décide de quitter Paris pour s'installer à Lausanne avec son épouse Alexandra et son fils Mathis (né le 31 octobre 2009), qui ont tous deux la nationalité suisse. Mathis a joué Noa dans la saison 13 de la série „Clém“. Le 14 mai 2016, il a une fille, Alice.
En 2017, après presque 20 ans en Europe, Anthony Kavanagh décide de déménager au Québec avec sa famille. Dans cette même année, il frôle la mort d’une triple embolie et d’un infarctus pulmonaire.

## Résumé de carrière

### Spectacles
- … et Anthony, talk show
- 1995 : Kavanagh !, spectacle solo.
- 2003 : Chicago, comédie musicale, Casino de Paris
- 2006 : Les Démons de L'Arkange, spectacle solo, Grand Rex, théâtre des Variétés
- 2007 : Anthonykavanagh.com, one man show, Bataclan, Palais des sports de Paris, théâtre du Gymnase Marie Bell
- 2009 : Ouate else, one man show, théâtre du Gymnase Marie Bell
- 2010 : Anthony Kavanagh fait son coming out, spectacle solo, Bobino
- 2012 : Anthony Kavanagh fait son coming out, spectacle solo, Olympia de Paris
- 2012 : Anthony Kavanagh joue à domicile, spectacle solo, au Québec
- 2013 : Anthony Kavanagh se chauffe, spectacle solo, rodage
- 2015 : Showman, spectacle solo
- 2022 : Happy

### Filmographie

#### Acteur de cinéma
- 2000 : Antilles sur Seine de Pascal Légitimus : une femme à la poste
- 2008 : Agathe Cléry d'Étienne Chatiliez : Quentin Lambert
- 2021 : Un papa hors pair de Paul Weitz : un médecin à l'hôpital

#### Acteur à la télévision
- 1989-1991 : Super sans plomb : William Pierre
- 1999 : Un gars, une fille (1 épisode) : lui-même
- 2005 : Le cœur a ses raisons de Marc Brunet : Brock Steel, médecin
- 2008 : La Fille au fond du verre à saké : Maxime Leroy
- 2009 : Les Amants de l'ombre de Philippe Niang : Gary Larochelle
- 2011 : Fais pas ci, fais pas ça (saison 4, épisodes 1, 2, 3, 4, 5) : Chris Lenoir, manager de football
- 2013 : Nos chers voisins – prime-time Nos chers voisins fêtent l'été : Lucien Rimanard
- 2018 : De celles qui osent (The Bold Type) : Eliat, le critique d’art français (saison 2 épisode 10)
- 2019 : Les Bogues de la vie : Dereck Darveau

### Doublage

#### Films
- 2019 : Aladdin : Le Génie (Will Smith) (version française et québécoise) Dans la version québécoise française*, Anthony Kavanagh a interprété à nouveau les chansons "Arabian Nights" et "Friend Like Me" avec des paroles québécoises. Le reste de ses enregistrements et la chanson « Prince Ali » sont du doublage français européen.
- 2021 : Basket spatial : Une nouvelle ère : lui-même (Klay Thompson) (version québécoise)

#### Films d'animation

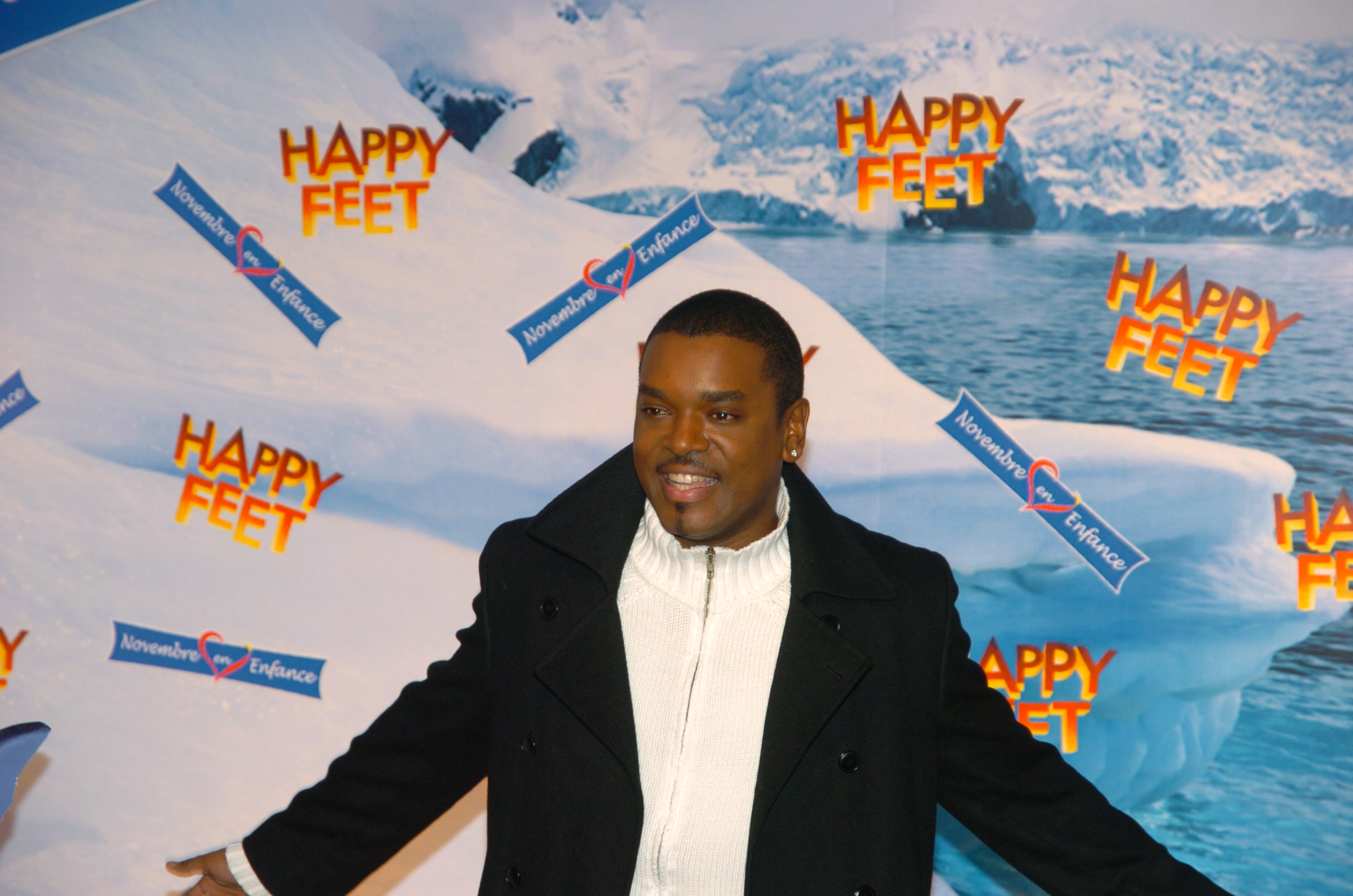
Anthony Kavanagh le 26 novembre 2006 à l'avant-première parisienne du film d'animation Happy Feet.

- Anthony Kavanagh le 26 novembre 2006 à l'avant-première parisienne du film d'animation Happy Feet.1998 : Mulan : Mushu[17] (version québécoise uniquement)
- 2004 : La ferme se rebelle : Buck[18]
- 2005 : Madagascar : Marty, le Zèbre[19] (version française et québécoise)
- 2005 : Happy Feet : Lovelace et Memphis[n 1]
- 2008 : Madagascar 2 : Marty, le Zèbre[19]
- 2010 : La Princesse et la Grenouille : Ray[20] (version française et québécoise)
- 2011 : Happy Feet 2 : Lovelace[n 2]
- 2012 : Madagascar 3 : Bons baisers d'Europe : Marty, le Zèbre[19]
- 2016 : Vaiana : La Légende du bout du monde : Maui[21] (version française et québécoise)
- 2024 : Vaiana 2 : Maui[21],[22] (version française et québécoise)

#### Téléfilm
- 2009 : Joyeux Noël Madagascar : Marty

#### Série d'animation
- 2011 : Oggy et les Cafards : enregistrements des histoires et dialogues de la collection

### Émissions de télévision
- 2001 - 2006 : Cérémonie des NRJ Music Awards retransmise en simultané sur NRJ et TF1 : animateur
- 2006 : Vis ma vie sur TF1 : participant
- 2006 : Dancing Show sur France 2 : animateur
- 2006 : Shymphonic Show sur France 2 : animateur
- 2010 : Nous avons les images sur Comédie! : animateur/participant
- 2010 : Nous avons les images sur Super Écran : animateur/participant
- Depuis 2011 : Vendredi tout est permis avec Arthur sur TF1 : participant
- 2013 : La Parenthèse inattendue présentée par Frédéric Lopez, sur France 2 : invité
- 2014 : Web Comedy Awards sur W9 : présentateur
- 2014 : Danse avec les stars, saison 5 sur TF1 : candidat
- 2015 : Rock'N'Roll Circus sur TF1 : participant
- 2015 : La France a un incroyable talent sur M6 : juré invité (2e demi-finale)
- 2015 : Stars sous hypnose sur TF1 : invité.

### Autres participations
- 2004 : Amade - Chanter qu'on les aime feat. Corneille, Florent Pagny, Natasha St Pier, Nolwenn Leroy, Yannick Noah, Jenifer, Chimène Badi, Diane Tell, Calogero, Bénabar, Tété, Diam's, Anthony Kavanagh, Nadiya, Tragédie, Willy Denzey, Matt Houston, Lokua Kanza, M.Pokora et Singuila.